# Чигир Михайло Андрійович
Михайло Андрійович Чигир (нар. 5 липня 1947, село Білилівка, тепер Ружинського району Житомирської області) — український компартійний діяч, 2-й секретар Житомирського обкому КПУ, заступник голови Житомирської обласної ради.

## Біографія
Закінчив середню школу.
Освіта вища. У 1970 році закінчив Житомирський сільськогосподарський інститут за спеціальністю «агрономія», має кваліфікацію «вчений агроном».
З лютого по квітень 1970 року працював агрономом колгоспу «Нове життя» Попільнянського району Житомирської області. З травня 1970 по травень 1971 року проходив строкову службу в лавах Радянської армії.
У 1971—1972 рр. — головний агроном колгоспу імені Кірова села Сокільча Попільнянського району Житомирської області. Член КПРС.
З 1972 року працював на різних посадах в комсомольських органах: інструктором Житомирського обласного комітету комсомолу (ЛКСМУ), 1-м секретарем Попільнянського районного комітету ЛКСМУ, 2-м секретарем Житомирського обласного комітету ЛКСМУ.
У 1975 — серпні 1980 р. — 1-й секретар Житомирського обласного комітету ЛКСМУ.
У серпні 1980 — липні 1982 р. — голова виконавчого комітету Черняхівської районної ради народних депутатів Житомирської області. У липні 1982 — 1983 р. — голова виконавчого комітету Ружинської районної ради народних депутатів Житомирської області.
У 1983 — травні 1990 р. — 1-й секретар Ружинського районного комітету КПУ Житомирської області.
26 травня 1990 — серпень 1991 р. — 2-й секретар Житомирського обласного комітету КПУ.
З вересня 1991 року — голова правління відкритого акціонерного товариства «Житомирсортнасіннєовоч» у Житомирі. Одночасно, у травні 2007 року був обраний заступником голови Житомирської обласної ради. Працював помічником народного депутата України IV-го скликання від КПУ Сергія Дорогунцова.
З вересня 2010 року — заступник директора товариства з обмеженою відповідальністю «Житомирнасіння». У 2010—2014 роках — заступник голови Житомирської обласної ради. Член Національного Олімпійського Комітету України.

## Нагороди
- орден «Знак Пошани»
- орден «За заслуги» ІІІ ступеня (27.06.2012)
- медалі
- заслужений працівник сільського господарства України
- почесна грамота Верховної Ради України